# Bitwa pod Lizard Point (1707)
Bitwa pod Lizard Point – starcie zbrojne u wybrzeży Kornwalii w dniu 21 października 1707, podczas wojny o sukcesję hiszpańską, w którym eskadra francuska rozbiła konwój brytyjski niszcząc całą eskortę.
21 października angielski konwój liczący do 130 statków handlowych w eskorcie 5 liniowców pod wodzą Richarda Edwardsa, został zaatakowany w rejonie przylądka Lizard przez flotę francuską – połączone eskadry (14 liniowców) pod wodzą Claude de Forbina i René Duguay-Trouina. Mimo tak niekorzystnego stosunku sił, Brytyjczycy podjęli walkę, by zyskać na czasie i umożliwić transportowcom ucieczkę. 
Po zaciętym boju „Cumberland” poddał się liniowcowi „Lys”, „Chester” – „Jasonowi”, a „Ruby” – „Amazone”. „Devonshire” po kilku godzinach walki z pięcioma francuskimi okrętami zapalił się i wyleciał w powietrze; zginęła cała załoga (900 ludzi z kapitanem) z wyjątkiem dwóch marynarzy. „Royal Oak” po zderzeniu z „Achille” (w którym oba okręty straciły bukszpryty) i po odparciu próby abordażu, zdołał ujść tracąc 12 zabitych i 27 rannych. Jego kapitan został potem wyrokiem sądu czasowo pozbawiony komendy (pozostałych dowódców, którzy utracili jednostki – uniewinniono). 
Poza wymienionymi okrętami eskorty Francuzi zdobyli 15 transportowców. Autorzy brytyjscy zwracają uwagę na słabe współdziałanie pomiędzy Forbinem a Duguay-Trouinem jako główną przyczynę zmniejszonej skuteczności ataku.
Eskadra brytyjska„Cumberland” (80 dział, komodor Richard Edwards), „Devonshire” (80, kmdr John Watkins), „Royal Oak” (76, kmdr baron Wyld), „Chester” (50, kmdr John Balchen) i „Ruby” (50, kmdr Peregrine Bertie)
Eskadra francuska
- Forbin – „Mars” (54 działa), „Blackwall” (54), „Salisbury” (52), „Protée” (48), „Jersey” (46), „Griffon” (44), „Dauphine” (44), „Fidèle” (44);
- Duguay-Trouin –  „Lys” (72), „Achille” (64), „Jason” (54), „Maure” (50), „Amazone” (40) „Gloire” (38)[2]